# Karamea (Ort)

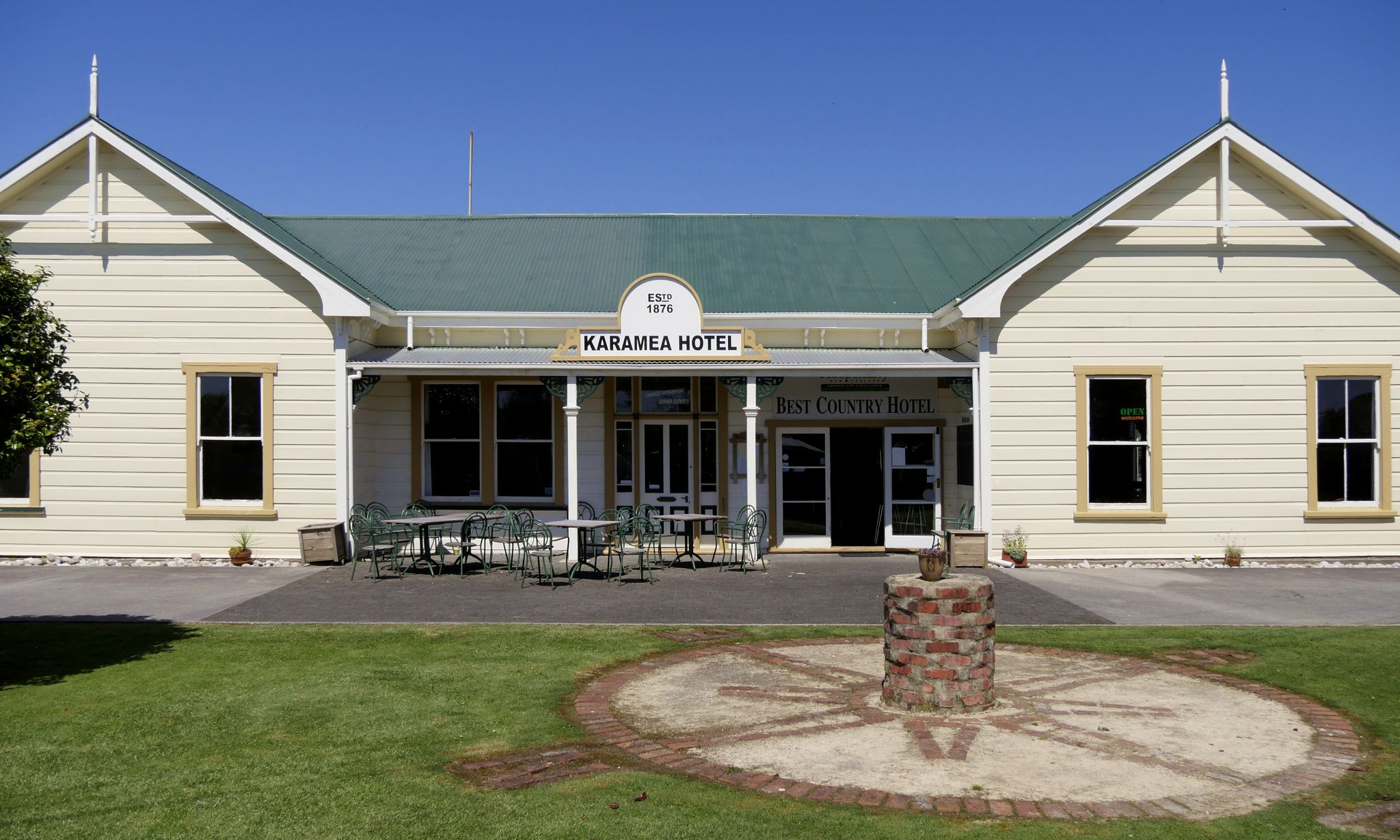
Karamea Hotel

Karamea ist ein kleiner Ort im Buller District in der Region West Coast auf der Südinsel Neuseelands.

## Namensherkunft
Der Name Karamea entstammt der Sprache der Māori und soll entweder „roter Ocker“ bedeuten oder eine Verballhornung von Kakarataramea, „Geruch von Speergrasblättern“, sein.

## Geographie
Der Ort ist nördlichste Siedlung in der Region West Coast und liegt 96 Straßenkilometer nordöstlich von Westport. Von dort führt auch die einzige Verbindung über eine Verlängerung des State Highway 67 zu der Stadt. Die Straße zieht sich noch einige Kilometer über Caldervale nach Norden, um am Kohaihai River unweit des Westendes des Heaphy Track zu enden.
Der Karamea River passiert die Stadt im Süden und mündet in die Karamea Bight, eine von Cape Foulwind etwa 100 km nach Norden reichende Bucht der Tasmansee. Der Fluss bildet an seiner Mündung eine große Lagune, die bei Ebbe trockenfällt.
Der Ōpārara River mündet nördlich des Ortes in die Tasmansee.

## Geschichte
Die Māori scheinen das Gebiet nur zeitweilig aufgesucht zu haben. Die ersten Europäer und Chinesen waren in den 1860er Jahren Goldgräber. Die erste Besiedlung erfolgte 1874; damals war der zu dieser Zeit noch gute Hafen noch die einzige Verbindung mit der Außenwelt. Diese erste Siedlung befand sich auf der South Terrace, aber schlechte Böden zwangen die Einwohner, hinunter in das Flusstal zu ziehen. Die Landwirtschaft wurde bald ein wichtiger Wirtschaftsfaktor, hinzu kamen Holzeinschlag, Flachsbearbeitung und Goldsuche. Das Murchison-Erdbeben von 1929 führte zur Verlandung des Hafens und schnitt auch die Straßenverbindung des Ortes zwei Jahre lang ab.

## Bevölkerung
Zum Zensus des Jahres 2013 zählte der Ort 375 Einwohner, 11,3 % weniger als zur Volkszählung im Jahr 2006.

## Wirtschaft
Heute ist die Milchviehhaltung ein wichtiger Wirtschaftszweig, hinzu kommen Gewinnung von Sphagnum, Fischerei, Möbelherstellung, Anbau von Tomaten und Tamarillos und eine Baumschule. Im Dienstleistungssektor ist nur ein Viertel der Arbeitskräfte beschäftigt.
Karamea dient mit einem Gemischtwarenladen, Supermarkt, Tankstelle, Informationszentrum, Cafe, Hotel, Campingplatz, Motels und einem Laden für Kunsthandwerk als lokales Dienstleistungszentrum.

## Bildungswesen
Die Karamea Area School ist eine koedukative composite school für die 1. bis 13. Klasse mit einem Decile rating von 5. Die Schule hat weniger als 100 Schüler.

## Sehenswürdigkeiten
Die Oparara Basin Arches, große natürlich entstandene Flusstunnel, sind eine touristische Sehenswürdigkeiten. Der Tourismus in der Region ist allerdings im Verhältnis zu anderen neuseeländischen Regionen weniger entwickelt.